# Bernardino Scimia
Bernardino Scimia, né le 5 mars 1911 à Bagno a Ripoli située dans la ville métropolitaine de Florence en Toscane, dans l'Italie centrale, est un coureur cycliste italien, professionnel de 1930 à 1935.

## Palmarès
- 1929
  - 3e à 1re étape du Circuit du Provençal, (Tour du Sud-Est)
- 1930
  - 2e à Circuit du Forez
- 1932
  - Vichy-Lyon
  - 2e à Circuit du Forez
- 1934
  - 3e à Lyon-Vals-les-Bains
- 1935
  - 3e à Grands circuits lyonnais de la Pentecôte
- 1936
  - 3e à Bourg-Genève-Bourg
  - 3e à Circuit du Forez
  - 3e à Grand Prix de Thizy